# بيلي غراهام (ملاكم نيوزلندي)
بيلي غراهام (1940 في نيوزيلندا - ) هو ملاكم نيوزلندي.
1. 1 2 3   https://dpmc.govt.nz/publications/queens-birthday-honours-list-2020. {{استشهاد ويب}}: |url= بحاجة لعنوان (مساعدة) والوسيط |title= غير موجود أو فارغ (من ويكي بيانات) (مساعدة)